# Скоти
Скоти (Skoten; лат.: Scot(t)i)) са келтско народно племе в Ирландия.
От 3 до 5 век извършват грабежни походи в Северна Великобритания и накрая се заселват там.
От 5 век са християнизирани и развиват Келтската църква.
Скотският крал Kenneth Mac Alpin († 858 г.) обединява през 843 г. своето царство Далриада с това на пиктите и дава на северната част от Великобритания името Шотландия.